# Escurial (Cáceres)
Pour les articles homonymes, voir Escurial (homonymie).
Escurial est une commune de la province de Cáceres dans la communauté autonome d'Estrémadure en Espagne. Elle avait 897 habitants en 2005.

## Géographie

### Communes limitrophes
- Robledillo de Trujillo, au Nord-Ouest
- Villamesias, à l'Ouest
- Abertura, au Sud-Ouest
- El Campo, à l'Est
- Miajadas, au Sud-Est
- Villar de Rena, au Sud-Est